# Kościół Saint Pierre de Montrouge w Paryżu
Kościół Saint Pierre de Montrouge w Paryżu – XIX wieczny kościół położony w kwaterze Petit-Montrouge należącej do 14 dzielnicy Paryża.
Kościół został zbudowany w latach 1863–1872 w ramach zakrojonej na szeroką skalę przebudowy Paryża. Plany świątyni sporządził Émile Vaudremer, autor zmian w budowie i stylu architektonicznym całej 14 dzielnicy.
Saint Pierre de Montrouge znajduje się w centralnym punkcie dzielnicy, przy placu Victor et Hélène Basch, gdzie krzyżują się ulice Maine oraz generała Leclerca.
Kościół wzniesiono w stylu neoromańskim. Kształtem budowla świątynia przypomina trójkąt, którego punktem szczytowym jest wysoka wieża (dzwonnica) wznosząca się ponad całą dzielnice.

## Metro
Najbliższą stacją paryskiego metra jest stacja Alésia.